# Ochthebius hokkaidensis
Ochthebius hokkaidensis är en skalbaggsart som beskrevs av Manfred A. Jäch 1998. Ochthebius hokkaidensis ingår i släktet Ochthebius och familjen vattenbrynsbaggar. Inga underarter finns listade i Catalogue of Life.